# Calciumfosfat
Calciumfosfat eller calciumphosphat (Kemisk Ordbog) har sumformlen: Ca3(PO4)2. Det er et tungtopløseligt stof, der findes i naturen som råfosfat, og som bruges i fremstillingen af fosforgødninger.
I skolelaboratoriet kan calciumfosfat dannes. Dermed opnås 3 mål: A) Det demonstreres, at flere salte kan binde vand. B) Stofmængdebegrebet mol kan demonstreres. C) Man kan vise, at ikke alle bundfald har en densitet som overstiger den for saltvand. Proceduren er: Lav 0,5 mol/l opløsninger af natriumfosfat og calciumchlorid. Ved sammenblanding i forholdet 2:3 (f.eks. 4 ml natriumfosfat og 6 ml calciumchlorid for 0,001 mol calciumfosfat, delmål B) opnås det størst mulige bundfald. Centrifugering ved 100 g i 2 min er tilstrækkeligt til at fælde bundfaldet, se dog delmål C. Vask bundfaldet omhyggeligt med destilleret vand og centrifuger igen. Hæld vandet fra og lad tørre i et stinkskab i en uge. Massen bliver typisk 6 g (sammenlignet med 0,31 g for 0,001 mol calciumfosfat, se delmål A). Tør derefter ved 180 C i 2 dage eller med en bunsenbrænder for en porøs struktur.
2 Na3PO4 (aq) + 3 CaCl2 (aq) ⇒ Ca3(PO4)2 (s) + 6 NaCl (aq)
| Naturvidenskab | Spire Denne naturvidenskabsartikel er en spire som bør udbygges. Du er velkommen til at hjælpe Wikipedia ved at udvide den. |